# Златки корневые
Златки корневые (лат. Sphenoptera) — род жуков-златок подсемейства Chrysochroinae. Около 1000 видов.

## Распространение
Палеарктика, Африка, Ориентальная область.

## Описание
Тело широкое, не более чем в 3 раза длиннее ширины. Наличник отделён от лба швом (иногда посередине слегка размытым), образует пластинку полулунной или скобковидной формы. Брюшных тергитов семь.

## Экология
Личинки развиваются в корнях лиственных пород кустарников, редко деревьев, в корнях травянистых растений, редко под корой. Наличник отделён от лба швом, образует над верхней губой пластинку полулунной формы. Передние бедра без зубца на внутреннем крае.

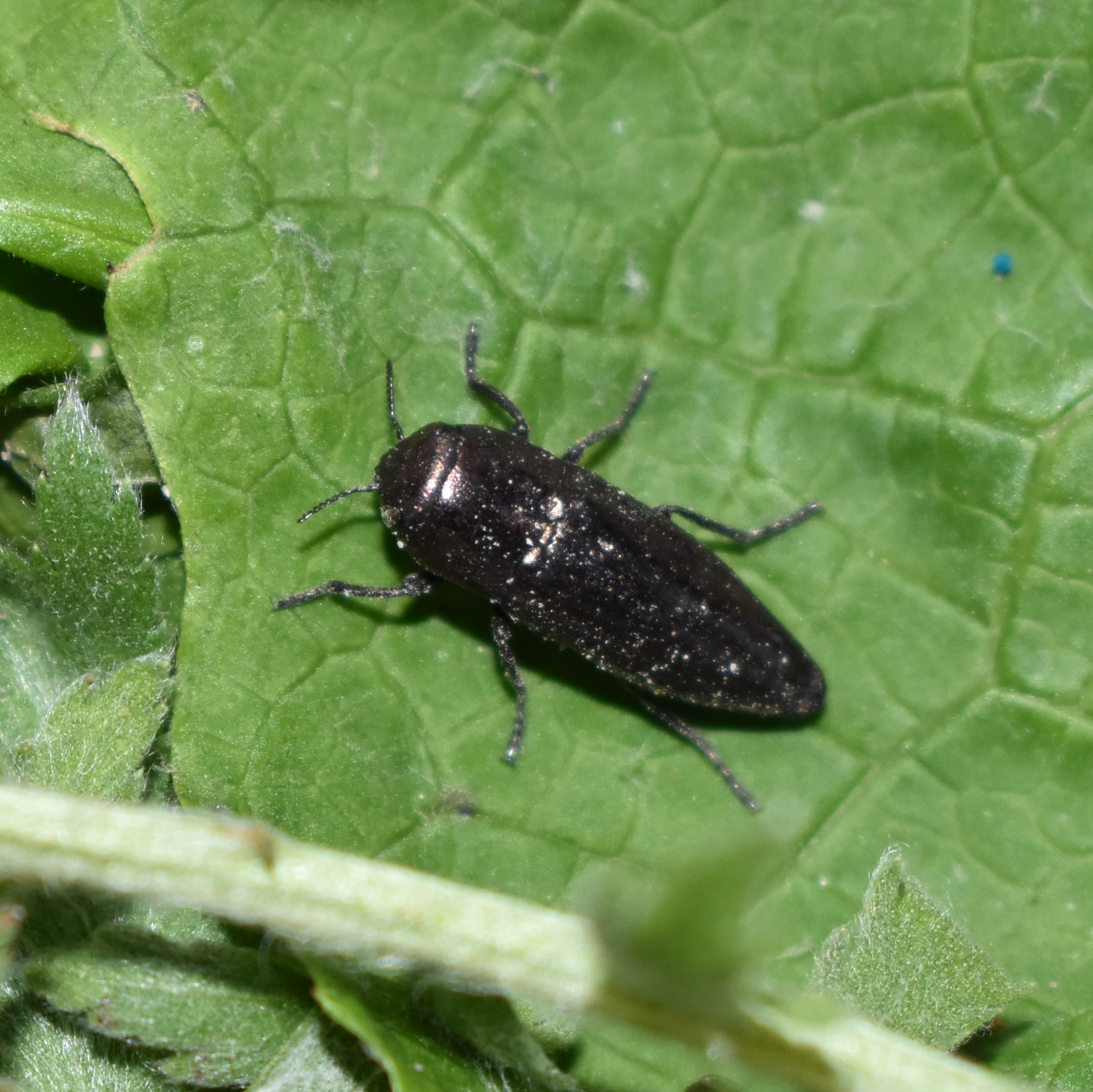
Sphenoptera

## Систематика
В мировой фауне около 1000 видов. Род относится к трибе Sphenopterini Lacordaire, 1857. В России около 25 видов, для СССР указывалось около 80 видов.
- Подрод Archideudora Obenberger, 1926
- Подрод Buprestochila Obenberger, 1926
- Подрод Chiloblemma Obenberger, 1926
- Подрод Chilostetha Jakovlev, 1889
- Подрод Chrysoblemma Jakovlev, 1889
- Подрод Cyphostetha Jakovlev, 1893
- Подрод Deudora Jakovlev, 1899
- Подрод Gedyella Théry, 1941
- Подрод Hoplistura Jakovlev, 1889
- Подрод Paradeudora Obenberger, 1924
- Подрод Sphenoptera Solier, 1833
  - Вид Sphenoptera antiqua (=Buprestis antiqua Illiger, 1803)typus
- Подрод Sphenopterella Volkovitsh & Kalashian, 1994
- Подрод Strobilodera Fairmaire, 1884
- Подрод Tropeoblemma Obenberger, 1926
- Подрод Tropeopeltis Jakovlev, 1902

## Виды Европы
В Европе более 50 видов и 6 подродов.
- Подрод Chilostetha
- Подрод Chrysoblema
- Подрод Deudora
- Подрод Hoplistura
- Подрод Sphenoptera
- Подрод Tropeopeltis